# Compra apalancada
Una compra apalancada o compra financiada por terceros (en inglés leveraged buyout) consiste en la adquisición de una empresa, en la que los fondos utilizados para financiar la operación son en su mayoría instrumentos de deuda. Este tipo de operaciones son llevadas a cabo habitualmente por fondos de capital riesgo (private equity).

## Principio de la compra apalancada
En una compra apalancada la deuda financiera suele representar entre el 50% y el 80% de los fondos necesarios. El servicio de dicha deuda (pago de principal e intereses) se cubre con la caja generada por el negocio, por lo que la generación de caja del negocio deberá ser predecible y estable. Los instrumentos de deuda financiera utilizados en estas operaciones son varios: deuda senior, subordinada, bonos …
Los inversores alcanzan su rentabilidad en el momento en que desinvierten en el negocio transcurridos unos años. La rentabilidad exigida a la inversión por el comprador en una compra apalancada se obtiene gracias al apalancamiento financiero. Por un lado, con unos fondos propios reducidos se consigue una rentabilidad financiera superior a la que se alcanzaría si la compra se hubiera llevado solamente con capital, siempre y cuando la rentabilidad total sea mayor que los intereses de la deuda utilizada. Pero por otro, el apalancamiento financiero aumenta significativamente el riesgo asumido por el inversor
La financiación se estructura exclusivamente a partir de la capacidad de repago de deuda de la empresa comprada. Es por ello que se puede equiparar la financiación de una compra apalancada con la financiación de un proyecto. En la necesidad de ganar medios para el pago de las obligaciones y beneficio para el inversor, se encuentra el riesgo de la compra apalancada, tanto para la empresa que se compra, como para la compradora y para la que aporta el capital: también en el caso en que la empresa objetivo pase por dificultades financieras se deben encontrar medios para el pago de las obligaciones.
Para la realización de la inversión, el inversor declara su participación propia (denominado salida) después de un período determinado, que suele comprender 4 o 5 años. Si el siguiente comprador también es un inversor financiero, entonces se habla de compra secundaria, y si el siguiente también lo fuera compra terciaria.